# Chirriada
Las chirriadas son una especie de panqueques tradicionales del departamento de Tarija, en Bolivia.

## Ingredientes y consumo
Se suelen consumir en el desayuno o como merienda de media mañana e incluso en la cena. Sus ingredientes son harina de maíz, manteca, leche, huevos, azúcar y sal.
Las chirriadas se preparan sobre una piedra especial y plana que se cura con manteca de cerdo y sal. La piedra se calienta con leña y encima de la piedra se vierte la mezcla de las chirriadas, las cuales, una vez listas, se pueden consumir sueltas o con un relleno dulce. Si bien se consumen todo el año, se preparan más en Semana Santa o la fiesta de la Virgen de Chaguaya.
En la comunidad de Chocloca, cerca de la quebrada de Hayco, se celebra anualmente la Feria de la Chirriada.  En 2024 se llevó adelante la XVIII edición de la Feria de la Chirriada en Chocloca.